# دير تريل (كولورادو)
دير تريل (بالإنجليزية: Deer Trail, Colorado)‏ هي بلدة تقع في مقاطعة أراباهو، كولورادو بولاية كولورادو في الولايات المتحدة. تأسست عام 1875، تبلغ مساحتها 2.8 (كم²)، وترتفع عن سطح البحر 1582 م، بلغ عدد سكانها 546 نسمة في عام 2010 حسب إحصاء مكتب تعداد الولايات المتحدة .

## وصلات خارجية
- deertrailcolorado.org
- The US50 - Cities and Towns in Colorado State
- Colorado Cities and Towns, Facts, Map, Flag, Colleges, Government, and More